# 米伦-科斯塔涅维察市镇

米伦-科斯塔涅维察市镇於斯洛維尼亞的位置

米伦-科斯塔涅维察市镇，是斯洛文尼亞西部的一個市镇，行政中心為米倫。面積62.8平方公里，2002年人口4741。人口密度約75人/km2。

## 外部連結
- 官方网站  （斯洛文尼亚文）
- Municipality of Miren-Kostanjevica on Geopedia （页面存档备份，存于）